# Motore Pivotal
Un Motore Pivotal è un tipo di motore a due tempi ideato per supplire a tutti i difetti costruttivi e ecologici del classico motore a miscela; riprende la tecnologia dell'iniezione diretta, prima abbandonata sulle grandi cilindrate per motori stradali e usata solo dai ciclomotore a iniezione elettronica; inoltre è nato per funzionare a idrogeno.
È caratterizzato da un tutt'altro che tradizionale movimento del pistone, infulcrato su uno dei lati e accoppiato a un sistema d'ammissione lamellare, e riprende in parte le caratteristiche del motore pendolare di Tauruzzi, caratterizzato da un movimento oscillatorio capace di annullare la forza laterale che normalmente si sviluppa sul cilindro durante lo scorrimento del pistone.